# Associación Catalana de Meteorología
La Asociación Catalana de Meteorología (ACAM) es una asociación meteorológica que agrupa a meteorólogos y físicos de la atmósfera que ejercen su profesión en diversos ámbitos académicos y profesionales, climatólogos y personas vinculadas al mundo de la climatología y la meteorología del ámbito lingüístico catalán. La ACAM es miembro de la Sociedad Meteorológica Europea (EMS).
La asociación sin ánimo de lucro fue creada en otoño de 1995 con motivo de la conmemoración del 125º aniversario del nacimiento y el 25º de la muerte de Eduard Fontserè i Riba, considerado el padre de la meteorología catalana. El mismo año se organizaron en noviembre las I Jornadas de Meteorología Eduard Fontserè en el Museo de la Ciencia Fundación "la Caixa". Desde entonces se han celebrado puntualmente el último fin de semana del mes de noviembre nuevas ediciones. Las jornadas impares se dedican a tratar temas de meteorología en general y las pares a temas monográficos.
Con una frecuencia bienal, la Asociación entrega unos premios con tres categorías (local, estatal e internacional), que pretenden reconocer las aportaciones más relevantes en el ámbito de la meteorología mediterránea. Estos premios llevan el nombre de Eduard Fontserè y Riba en honor de sus aportaciones.
La Asociación, de forma conjunta con la Universidad de las Islas Baleares, publica la revista de acceso abierto Tethys: Revista del Tiempo y el Clima del Mediterráneo Occidental.  Inició su publicación en 1997, bajo licencia Creative Commons. En una primera etapa aparecieron tres números. En una segunda etapa iniciada en 2006 la revista se publica en línea en catalán, castellano e inglés. Así, actualmente es una publicación de acceso abierto que se ofrece como foro de publicación de trabajos de meteorología y climatología en general, con especial interés en los temas que afectan al área mediterránea. La revista está abierta a la comunidad científica internacional y aspira a convertirse en un referente de la meteorología mediterránea. También se publican trabajos interdisciplinarios que relacionan este tema con otras áreas como la agricultura, la hidrología, la ingeniería o el medio ambiente. En marzo de 2015 organizó conjuntamente con la Network of Meteorology of the Mediterranean en Estambul (Turquía) la Conferencia Bienal Internacional de Meteorología y Climatología del Mediterráneo (MetMED).